# Daikatana
Daikatana je 3D akční počítačová hra vytvořená společností Ion Storm a vydána Eidos Interactive. Byla vyvíjena pod vedením Johna Romera a byla vydána 14. dubna 2000 pro Windows. Hra byla portována na Nintendo 64 a Game Boy Color. Měla být též dostupná pro PlayStation, ale vývoj této verze byl zrušen.

## Historie
Původní design hry byl v hrubých rysech hotov v březnu 1997, kdy se očekávalo, že dalších 7 měsíců bude potřeba pro dokončení hry. Její vydání se tak očekávalo na Vánoce 1997. Hra byla vytvořena na Quake enginu a byla poprvé představena na veletrhu E3 v červnu 1997. Ve stejný čas společnost id Software představila nový Quake II engine, který původní engine jasně převyšoval. John Romero se tedy rozhodl zrušit původní termín vydání a převést Daikatanu na Quake II engine. Nový datum vydání byl stanoven na březen 1998.
Tým vývojářů Daikatany si tedy licencoval Quake II engine, ale vzápětí zjistil, že přechod na něj nebude tak snadný, jak si představovali. Práce na přechodu byla sice náročná, ale ta sama by neoddálila vydání Daikatany v roce 1998. Situace ve firmě však byla demoralizující, což se naplno projevilo v listopadu 1998, kdy tým vývojářů Daikatany opustilo 12 lidí. V týmu tak zůstal prakticky jen sám John Romero a vydání v roce 1998 bylo nereálné.
Demoverze hry se nakonec objevila v březnu 1999, ale byla značně chybová. Další demoverze na veletrh E3 se též nezdařila. Mezitím společnost Eidos Interactive získala v Ion Storm majoritu a očekávalo se vydání hry o Vánocích 1999. Toto datum se též nepodařilo dodržet a hra byla nakonec vydána až v dubnu 2000.
Hra je považována za jeden z největších nezdarů v oblasti počítačových her.